# Marvin McFadden
Marvin Leonardo "Mouth" McFadden er en fiktiv person i tv-serien One Tree Hill. Han spilles af den amerikanske skuespiller Lee Norris. Han spiller en god ven af Lucas Scott.